# تأثير عدسة جاذبية ضعيف
تأثير عدسة الجاذبية الضعيف (بالإنجليزية: Weak gravitational lensing)‏ هو أحد أنواع تأثيرات الكتلة في النسبية العامة على مسار الضوء المار قربها، لكن تأثيرها أضعف من أن ينتج ظواهر واضحة كحلقة آينشتاين أو الأقواس اللامعة العملاقة كما يفعل تأثير عدسة الجاذبية القوي، غالباً أكثر خطوط الرؤية في الكون تمر من خلال هذه النوع من العدسات، أكثر الأحيان يكون الكشف عنها صعباً بوجود مصدر واحد في الخلفية، لكن بوجود أكثر من مصدر ودراسة محاذاتهم ومواقعهم يمكن الكشف عن وجود كتل على مسارات الضوء الصادر منها، مما يشير إلى أن عدسات الجاذبية الضعيفة هي في حقيقتها عبارة عن قياسات إحصائية إلا أنها توفر أسلوب جيد لقياس كتل الأجرام الفلكية دون الحاجة إلى إفتراضات إضافية حول بنيتها أو حالتها الديناميكية.

## شكل التأثير

شكل تأثير عدسة الجاذبية الضعيفة على نقاط الخلفية (الخضراء) مع وبدون تأثير "ضوضاء الشكل".

يظهر تأثير عدسات الجاذبية بشكل تشوه في صور الأجرام (غالباً مجرات) الواقعة خلف كتلة تقع بينها وبين الراصد. يمكن التعبير عن تأثير عدسات الجاذبية الضعيف على الصور بمصطلحين هما (التجميع؛convergence) و (الإنحناء القصي؛shear): مصطلح التجميع يشير إلى تكبير صور الأجسام في الخلفية وزيادة حجمها، بينما يشير مصطلح الإنحناء القصي إلى الإنحراف الجانبي العرضي لصور الأجرام الخلفية حول الكتلة التي تُنتج تأثير العدسة، أي أن الإختلاف بين الإسقاط المباشر لصورة لأجرام الخلفية وإسقاطها خلال عدسة الجاذبية هو أن أجرام الخلفية ستبدو محاذاة (مرتبة) وفق نظام معين في الحالة الثانية.
لقياس تأثيرات المحاذاة هذه من الضروري قياس تفلطح المجرات الواقعة في الخلفية وتكوين تخمينات إحصائية لإتجاهات محاذاتهم، تكمن المشكلة الأساسية في أن المجرات ليست بالأصل دائرية بشكل مثالي إنما التفلطح المقاس سيكون ناتج تراكب تفلطحها الأصلي مع تأثير إنحناء القص . في تأثير عدسات الجاذبية، غالباً ما يكون عامل التفلطح الحقيقي أكبر بكثير من التفلطح الناتج عن الإنحناء (معامل حوالي 3-300، إعتماداً على الكتلة المولدة لتأثير العدسة)، لهذا عادة ما يتم أخذ متوسط العديد من قياسات المجرات التي تقع في الخلفية للتقليل من «تشويهات الشكل؛Shape Noise»، وأيضاً إتجاهات المجرات يجب أن تكون موزعة بعشوائية  لهذا يمكن الإفتراض بأن أي محاذاة منتظمة (ترتيب) في إتجاهات عدد من المجرات يدل على وجود عدسة جاذبية أمامها.
تحدي كبير آخر في عدسات الجاذبية الضعيفة هو قياس دالة التوزيع النقطي (PSF) التي تحدث في الغلاف الجوي الأرضي والتي من الممكن أن تسبب تشوه في الصور المرصودة. هذا التشوه غالباً ما يجعل الأجسام الأصغر تبدو أكثر إستدارة مما يؤدي إلى قياسات خاطئة حول مقدار التفلطح الحقيقي للجسم. ومما يزيد التعقيد تضيف دالة التوزيع النقطي مقدارا قليلا من التفلطح على عناصر الصورة، ولكن هذا التشويه لا يكون عشوائياً بحيث يمكن إنشاء محاكاة للتأثير الحقيقي الناتج عن عدسات الجاذبية فقط.
حتى بالنسبة لأحدث التلسكوبات عادة ما يكون التأثير الناتج عن دالة التوزيع النقطي مساوي لحجم تأثير عدسة الجاذبية وربما أكبر، لهذا يتطلب التصحيح بناء نظم محاكاة مرافقة لهذه التلسكوبات لقياس التغيرات على مدى حقل واسع، نجوم مجرتنا درب التبانة توفر وسيلة مباشرة لقياس دالة التوزيع النقطي، يمكن إستخدامها في إنشاء المحاكاة غالباً عن طريق ربط مواقع هذه النجوم بصيغ رياضية وحساب الإختلافات التي تحصل لها وتطبيقها لإعادة حساب التأثير الحقيقي للتفلطح في الصور الواردة، غالباً ما تخضع الصور الفضائية والأرضية إلى إجراءات مختلفة لتخفيض الفروق الناتجة عن الأدوات وظروف الرصد المختلفة.
تعتبر قياسات المسافات بالأقطار الزاوية مهمة لتحويل عناصر العدسة إلى كميات ذات معنى فيزيائي، فلتحديد بعد العدسة وبعد الأجرام الواقعة في الخلفية غالباً ما يستخدم الإنزياح الطيفي نحو الأحمر، لكن عندما لا تتوفر معلومات عنه غالباً تستعمل طريقة الأقطار الزاوية، يعتبر الإنزياح الأحمر مهم أيضاً في تحديد وفصل عناصر العدسة وتحديد المجرات الواقعة في الخلفية عن الأخرى القريبة الواقعة في المقدمة أو تحديد بعد الكتلة المولدة لعدسة الجاذبية، في حالة عدم وجود معلومات الإنزياح الأحمر يستعمل القدر الظاهري أو المؤشر اللوني لفصل عناصر الخلفية عن عناصر المقدمة.

## تأثير عدسة العناقيد الضعيف

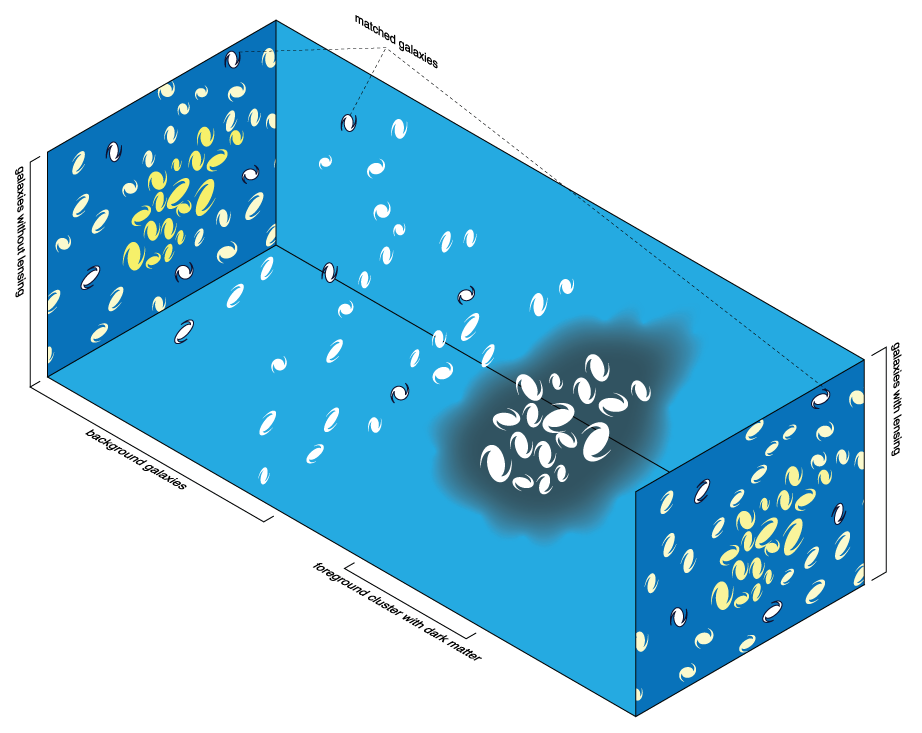
نموذج ثلاثي الأبعاد يظهر الفرق عند إسقاط صور عنقود مجري مع المجرات الخلفية بدون تأثير عدسة الجاذبية الضعيفة (المستوي الأيسر)، ومع تأثير عدسة الجاذبية الضعيفة (المستوي الأيمن).

العناقيد المجرية تعتبر من أكبر التراكيب المرتبطة بقوى الجاذبية في الكون مع كون حوالي 80% من محتوى هذه العناقيد متكون من مادة مظلمة، حقول الجاذبية لهذه العناقيد غالباً ما تحني الأشعة الضوئية بشكل كبير فتسهل مشاهدة مصدر واقع في الخلفية مولدةً تأثيرات العدسات القوية كالأقواس الكبيرة أو الصور المتعددة أو الحلقات. ولكن وبشكل أعم، يكون حوالي 10% من التأثير أصغر لمصادر الخلفية إلا أنه مرتبطا إحصائياً بتأثير عدسة العناقيد الضعيف؛ وأبرز الأمثلة على تأثيرات العناقيد هي العناقيد أبيل 1689 ، و CL0024+17 ، وعنقود الرصاصة.

### تاريخياً
تم الكشف عن (تأثير عدسة العناقيد القوي) أول مرة من قبل روجر ليندس من مرصد الفلكي الوطني البصري، وفاهي بيتروشيان من جامعة ستانفورد بإكتشافهما لأقواس لامعة عملاقة عند إجراء مسح للعناقيد المجرية في أواخر عقد السبيعينات، نشر ليندس وبيتروشيان إكتشافهما عام 1986 بدون معرفتهما لأصل هذه الأقواس، في عام 1987 قدمت جينيفيف سوكايل من مرصد تولوز مع شركائها بيانات حول تشكيل بشكل حلقي أزرق في عنقود (آبيل 370) وإقترحوا عدسات الجاذبية كتفسير له، بينما تم إجراء أول تحليل لعدسة عناقيد ضعيفة عام 1990 من قبل ج. انثوني تايسون ومجموعته من مختبرات بيل، مجموعة تايسون رصدت محاذاة منتظمة في تفلطح عدد من المجرات الزرقاء الخافتة خلف كل من العناقيد (أبيل 1689 وCL 1409+524)، ثم استعمل تأثير العدسة كأداة لفحص جزء قليل من ألوف العناقيد المجرية المعروفة.
تاريخياً كان يتم تحليل تأثير عدسة الجاذبية من خلال تحديد المحتوى الباريوني (المادة الحقيقة) من العناقيد المجرية عن طريق المسح الضوئي أو بالأشعة السينية، هذا أدى إلى إنتقاء العناقيد التي تتم دراستها في مجال تأثير عدسة الجاذبية، فمثلاً يتم إختيار العناقيد ذات المحتوى الأكثر سطوعاً، لكن في عام 2006 نشر دايفد ويتمان ومجموعته من جامعة كاليفورنيا أول عينة من العناقيد المجرية التي تم رصدها بفعل تأثيرعدسة الجاذبية بشكل منفصل تماماً عن محتواها الباريوني، العناقيد المكتشفة من خلال عدسات الجاذبية غالباً ما تكون مهمة لدراسة تأثيرات الكتلة لأن العناقيد الأكبر تنتج نسبة إشارة/ضجيج أعلى.

### نواتج الرصد
يمكن الحصول على كثافة الكتلة عن طريق قياسات التفلطح لمجرات الخلفية المارة بالعدسة من خلال تقنيات تصنف إلى صنفين: (إعادة البناء المباشر؛direct reconstruction)  و (الإنعكاس؛inversion)، مع ذلك توزيع الكتلة المعاد تشكيله بدون معرفة حجم التكبير يعاني من قيد يعرف بإنحلال صفيحة الكتلة، حيث يمكن التعبير عن كثافة كتلة سطح العنقود ({\displaystyle \kappa }) عن طريق التحويل ({\textstyle \kappa \rightarrow \kappa ^{\prime }=\lambda \kappa +(1-\lambda )}) حيث أن ({\displaystyle \lambda }) هو ثابت إعتباطي، يمكن كسر هذا الإنحلال في حالة توفر قياس مستقل للتكبير لأن التكبير ليس ثابتاً في تحويل الإنحلال السابق.
بالنظر إلى مركز العنقود الذي يمكن تحديده باستخدام إعادة بناء توزيع الكتلة أو البيانات البصرية أو الأشعة السينية، النموذج يمكن أن يتناسب مع صفات إنحناء القص كدالة لنصف قطر المركز العنقودي، من هذه النماذج (وصف الكرة الآيزوثيرمية المنفردة؛SIS [الإنجليزية]) و (وصف نابارو-فرينك-وايت؛NFW [الإنجليزية]) هما ألاكثر إستخداماً للنموذج البارامتري [الإنجليزية].
معرفة الإنزياح الأحمر لعنقود العدسة وتوزيع الإنزياح الأحمر لمجرات الخلفية ضروري أيضاً لتقدير الكتلة والحجم لتكوين النموذج، يمكن قياس هذه الإزاحات الحمراء بدقة باستخدام التحليل الطيفي أو تقديرها باستخدام القياسات الضوئية، الكتلة المستقلة من خلال عدسات التأثير الضعيف يمكن فقط إشتقاقها للعناقيد الأضخم ودقتها تكون محدودة بالإسقاط الذي على طول خط الرؤية.

### الفوائد العلمية
تقدير كتلة العنقود من خلال عدسة الجاذبية يحمل قيمة علمية كبيرة وذلك لكونه لا يتطلب أي فرضيات حول الحالة الديناميكية للمادة أو زمن تكون عناصر العنقود، كما يمكن من خلال عدسات الجاذبية الكشف عن «العناقيد المظلمة» أي العناقيد التي تحتوي على تركيز كبير من المادة المظلمة ونسبة قليلة من المادة العادية، مقارنة خريطة توزيع المادة المظلمة مع توزيع المادة الباريونية التي تم حسابها من البيانات المسح البصري وبالاشعة السينية يعبر عن شكل التفاعل بين المادة المظلمة مع المكونات النجمية والغازية، من الأمثلة على هذا العنقود المسمى «عنقود الرصاصة»، البيانات المقاسة لهذا العنقود تفرض قيوداً على بعض النظريات التي تفسر المادة المظلمة مثل «ديناميكا نيوتن المعدلة» ونموذج المادة المظلمة الباردة "Λ-CDM".
من حيث المبداً، نظراً لأن الكثافة العددية للعناقيد كدالة للكتلة والإنزياح الأحمر لهذا تكون حساسة في علم الكونيات، وعدد العنقود المشتق من مسح تأثير عدسات الجاذبية الضعيفة يجب أن يتمكن من وضع حدود للمعاملات الكونية، مع ذلك من الناحية العملية إسقاط الصور على طول مسار الرؤية يسبب العديد من الأخطاء الإيجابية. عدسات الجاذبية مفيدة أيضاً في معايرة علاقة الكتلة-المرصودة عن طريق رصد إشارات العدسات حول مجموعة العناقيد على الرغم من الإعتقاد بأن لهذه العلاقة تباين إحصائي ذاتي، ولأجل أن تكون عدسات الجاذبية مجساً دقيقاً لعلم الكونيات في المستقبل ينبغي تحديد تأثيرات الإسقاط والتشتت في علاقة الكتلة-المرصودة من أجل تمييزها ومحاكاتها بدقة.

## تأثير العدسة المجرية الضعيف
تأثير عدسة المجرة-مجرة هي نوع من عدسات الجاذبية الضعيفة (أحياناً القوية)، والتي يكون فيها الجسم الذي يشوه صور المجرات الخلفية هو مجرة منفردة (وليس عناقيد أو تشكيلات كونية عملاقة)، من الأنواع الثلاثة لعدسات الجاذبية الضعيفة عدسة المجرة-مجرة تنتج تأثير متوسط يكون أقل من تأثير عدسات العناقيد وأكبر من تأثير الإنحاء القصي الكوني.

### تاريخياً
كان أول من إقترح وجود تأثير العدسة المجرية هو تايسون ومجموعته عام 1984، على الرغم من أن نتائج مراقبتهم لم تعطي أي نتيجة حاسمة، لم يتم الكشف عن أدلة لهذا التأثير حتى عام 1996، بالحصول على نتائج إحصائية مهمة لم تنشر حتى عام 2000، منذ تلك الإكتشافات أدى تطور التلسكوبات عالية الدقة وزيادة المسح [الإنجليزية] للمجرات المنفردة إلى إرتفاع كبير بعدد مشاهدات ورصد مصادر الخلفية المجرية والمجرات التي امامها، مما جعل الكشف عن العدسات المجرية أكثر سهولة، واليوم قياس إشارات التفلطح بسبب العدسات المجرية تعد تقنية واسعة الاستخدام في علم الفلك الرصدي وعلم الكونيات، وكثيراً ما تستخدم مع وسائل أخرى في تحديد الخصائص الفيزياء للمجرات المولدة لتأثير العدسة.

### التراكم
كما هو الحال في عدسات العناقيد الضعيفة، يتطلب رصد الإنحناء القصي معرفة أشكال المجرات في الخلفية، من ثم البحث عن الترابطات الإحصائية للأشكال (على الأخص، محاذاة المجرات الخلفية بشكل مماسي حول مركز العدسة)، من حيث المبدأ يمكن رصد هذه الاشارات حول أي عدسة منفردة في المقدمة، ولكن من الناحية العملية بسبب صغر الكتلة النسبية للعدسات وعشوائية ترتيب مصادر الخلفية فمن المستحيل قياس هذا التأثير لمجرة من خلال مجرة أخرى، مع هذا، عن طريق دمج عدة إشارات لعدسات منفصلة معاً (بطريقة تعرف بالتراكم)، يمكن حساب نسبة الإشارة/ضجيج مما يسمح بالتعرف على الإشارات ذات الدلالة الإحصائية ثم حساب معدلها على مجموعة كبيرة من العدسات.

### التطبيقات العلمية
العدسة المجرية كحال الأنواع الأخرى من عدسات الجاذبية يمكن إستخدامها لقياس عدة كميات تعتمد على الكتلة مثلاً:

#### كثافة الكتلة
باستخدام تقنيات مشابهة في عدسات العناقيد، عدسات المجرة-مجرة يمكن إستخدامها للحصول على المعلومات حول شكل توزيع كثافة الكتلة، لكن ستكون هذه القياسات على مدى مجرة منفردة وليست على مدى عنقود مجري، بوجود عدد كافي من المصادر الخلفية، يمكن لكثافة الكتلة من العدسات المجرية أن تغطي نطاق واسع من المسافات (من 1 - 100 ضعف نصف قطر فعال)، ولأن تأثير عدسات الجاذبية لا يعتمد على نوع المادة كثافة كتلة العدسة المجرية يمكن أن تكون مفيدة لدراسة مدى واسع من توزيع الكتلة والوسط الذي يحتويها من مراكز المجرات (حيث تسيطر المادة الباريونية) إلى الهالات (حيث تكون المادة المظلمة أعلى تركيزاً).

#### نسبة الكتلة إلى النورانية
وذلك عن طريق مقارنة الكتلة المقاسة إلى متوسط لمعان المجرة في مرشح معين، العدسات المجرية يمكن أن توفر نظرة جيدة على نسب الكتلة إلى الضياء للمجرات المنفردة، خاصةً ان الكتلة التي تقاس من عدسة الجاذبية لا تعتمد على نوع المادة، فإن نسبة الكتلة إلى الضياء مهمة جداً ويمكن أن توفر معلومات جيدة بخصوص نسبة المادة الباريونية إلى المادة المظلمة.

#### تطور كتلة المجرة
لأن سرعة الضوء محدودة في الفضاء، فإن الراصد على الأرض لا يرى المجرات البعيدة كما هي في الوقت الحالي، إنما كما ظهرت في الوقت الماضي، من خلال ربط عينة دراسة عدسة الجاذبية المجرية مع إنزياح أحمر خاص منفرد من الممكن فهم خصائص كتلة المجرات المنفردة التي كانت موجودة خلال الماضي، بمقارنةً النتائج مع دراسة عدسة الجاذبية المرتبطة بإنزياح أحمر متعدد يمكن ملاحظة التغيرات في خصائص كتلة المجرة خلال حقب متعددة، مما يقود إلى فهم أفضل لتطور الكتلة على المقاييس الكونية الأصغر.

#### صفات كتلية أخرى
الإنزياح الأحمر ليس الكمية الوحيدة المتغيرة عند دراسة تباين الكتلة بين مجموعات المجرات، غالباً ما توجد عدة معاملات تستعمل لتمييز الأجسام إلى مجاميع عدسات مجرية، المعياران الآخران الأكثر إستخداماً هما لون المجرة وشكلها، يستخدمان بشكل واسع على تتبع الجمهرة النجمية، عمر المجرة وبيئة الكتلة المحلية، من خلال فصل العدسات على هذا الأساس ومن ثم تمييز العينات على أساس الإنزياح الأحمر، من الممكن استخدام عدسة المجرة-مجرة لرؤية كيف ستتطور المجرات المختلفة مع الزمن.

## إنحناء القص الكوني
تنتج عدسات الجاذبية الناتجة من التراكيب العملاقة في الكون نمط قابل للملاحظة من محاذاة للمجرات التي في الخلفية، لكن نسبة هذا التشويه تعادل فقط (0.1% - 1%) من تأثير عدسات العناقيد والعدسات المجرية، تقريب العدسات الرقيقة المفيد غالباً في دراسة عدسات العناقيد والمجرات لا يصلح دائما مع هذا النظام، وذلك لأن هذه التشكيلات أن تكون ممدودة على طول خط الرؤية، بدلاً من هذا يمكن استخدام إشتقاق على إفتراض أن زاوية الإنحراف تكون صغيرة دائماً، كما في حالة العدسات الرقيقة، التأثير يمكن أن يكتب بشكل تخطيط من الموضع الزاوي الغير مار بالعدسة ({\displaystyle {\vec {\beta }}}) إلى الموضع المار بالعدسة ({\displaystyle {\vec {\theta }}})، كما يمكن كتابة مصفوفة جاكوبية للتحويل إلى الشكل التكاملي للجهد الجذبي ({\displaystyle {\displaystyle \Phi }}) على طول خط الرؤية:
{\displaystyle {\frac {\partial \beta _{i}}{\partial \theta _{j}}}=\delta _{ij}+\int _{0}^{r_{\infty }}drg(r){\frac {\partial ^{2}\Phi ({\vec {x}}(r))}{\partial x^{i}\partial x^{j}}}}
حيث أن ({\displaystyle r}) هو مسافة على طول المسار، و ({\displaystyle x^{i}}) يمثل المسافات العرضية، بينما يمثل:
{\displaystyle g(r)=2r\int _{r}^{r_{\infty }}\left(1-{\frac {r^{\prime }}{r}}\right)W(r^{\prime })}
يمثل (نواة تأثير العدسة؛lensing kernel) والذي يحدد كفاءة تأثير العدسة على تشويه المصدر.
كما في تقريب العدسات الرقيقة يمكن تفكيك الجاكوبية إلى حدود بدلالة (التجميع؛convergence) و (الإنحناء القصي؛shear).

### دالات الربط القصي
نظراً لأن التشكيلات الكونية العملاقة لا تملك موقعاً دقيقاً، فإن الكشف عن عدسة الجاذبية الكونية يعتمد على حساب الدالات المتعلقة بالإنحناء القصي، والتي تقيس الناتج المتوسط من إنحناء القص بين نقطتين كدالة للمسافة بينهما، بسبب وجود مركبتين للقص هناك ثلاث دالات ربط قصية وهي:
{\displaystyle \xi _{++}(\Delta \theta )=\langle \gamma _{+}({\vec {\theta }})\gamma _{+}({\vec {\theta }}+{\vec {\Delta \theta }})\rangle }
{\displaystyle \xi _{\times \times }(\Delta \theta )=\langle \gamma _{\times }({\vec {\theta }})\gamma _{\times }({\vec {\theta }}+{\vec {\Delta \theta }})\rangle }
{\displaystyle \xi _{\times +}(\Delta \theta )=\xi _{+\times }(\Delta \theta )=\langle \gamma _{+}({\vec {\theta }})\gamma _{\times }({\vec {\theta }}+{\vec {\Delta \theta }})\rangle }
حيث أن ({\displaystyle \gamma _{+}}) هي المركبة العمودية أو على طول ({\displaystyle {\vec {\Delta \theta }}})، و ({\displaystyle \gamma _{\times }}) هي المركبة التي تميل بزاوية °45، هذه العلاقات عادة ما تحسب عن طريق أخذ معدل العديد من أزواج المجرات.
العلاقة الأخيرة ({\displaystyle \xi _{\times +}}) لاتؤثر على العدسة إطلاقاً لذا فإن قياس أي قيمة لهذه الدالة لا تتفق مع الصفر عادة ما يحسب كخطأ نظامي، الدالتان ({\displaystyle \xi _{++}} و{\displaystyle \xi _{\times \times }}) يمكن ربطهما بالإسقاط بعلاقات كثافة المادة المظلمة، والتي يمكن التنبؤ بها نظرياً من النموذج الكوني من خلال تحويلات فورييه لطيف قدرة المادة [الإنجليزية].
ولأن كلاهما يعتمدان على حقل كثافة عددي منفردة ({\displaystyle \xi _{++}} و{\displaystyle \xi _{\times \times }}) ليسا مستقلان، يمكن تفكيكهما إلى علاقة (الوضع-إي؛E-mode) و (الوضع-بي؛B-mode)، مقارنةً مع الحقول الكهربائية والمغناطيسية، الوضع-إي هو حر الإلتفاف والوضع-بي هو حر التباعد، لأن تأثير عدسات الجاذبية يمكنه فقط إنتاج مجال من نوع (الوضع-إي)، يعتبر المجال من النوع (الوضع-بي) إختباراً آخر للأخطاء المنهجية.
دالة العلاقة للوضع-إي تعرف باسم (تباين كتلة الفتحة؛aperture mass variance) وتعطى بالشكل:
{\displaystyle \langle M_{ap}^{2}\rangle (\theta )=\int _{0}^{2\theta }{\frac {\phi d\phi }{\theta ^{2}}}\left[\xi _{++}(\phi )+\xi _{\times \times }(\phi )\right]T_{+}\left({\frac {\phi }{\theta }}\right)=\int _{0}^{2\theta }{\frac {\phi d\phi }{\theta ^{2}}}\left[\xi _{++}(\phi )-\xi _{\times \times }(\phi )\right]T_{-}\left({\frac {\phi }{\theta }}\right)}
{\displaystyle T_{+}(x)=576\int _{0}^{\infty }{\frac {dt}{t^{3}}}J_{0}(xt)[J_{4}(t)]^{2}}
{\displaystyle T_{-}(x)=576\int _{0}^{\infty }{\frac {dt}{t^{3}}}J_{4}(xt)[J_{4}(t)]^{2}}
حيث أن ({\displaystyle J_{0}} و{\displaystyle J_{4}}) هما دالات بيسل.
بالتالي يتطلب التفكيك الدقيق، المعرفة بدالة العلاقة الخاصة بالإنحناء القصي عند تباعد صفري، لكن التفكيك التقريبي غير حساس إلى حد ما لهذه القيم بسبب أن المرشحات ({\displaystyle T_{+}} و{\displaystyle T_{-}}) صغيرة تقترب من ({\displaystyle \theta =0}).

### العدسات الضعيفة في علم الكون
قدرة العدسات الضعيفة على تقييد طيف قدرة المادة [الإنجليزية] يجعلها مجساً قوياً لدراسات المعاملات الكونية، خاصة عندما تربط مع نتائج رصد أخرى مثل إشعاع الخلفية الميكروية، المستعرات العظمى، والمسح المجري.
يتطلب الكشف عن إشارات الإنحناء القصي الكوني الدقيقة جداً أخذ معدل للعديد من المجرات في الخلفية، لهذا يجب ان يكون المسح واسع وعميق، ولأن هذه المجرات صغيرة، جودة الصور يجب أن تكون عالية، قياس علاقات الإنحناء القصي بالمقاييس الصغيرة يتطلب كثافة عالية من الأجسام في الخلفية ومسح عميق وبيانات أعلى دقة، أما للقياسات على المقاييس الأكبر يتطلب إجراء مسح واسع.
بينما كانت العدسات الضعيفة للتراكيب العملاقة قيد المناقشة في بدايات عام 1967، فإن التحدي كان في رصدها الذي لم يتم إلا بعد 30 عام من ذلك التاريخ، عندما وفرت كاميرات CCD الكبيرة مسح بالحجم والدقة المطلوبة، في عام 2000، أربعة مجاميع مختلفة مستقلة من العلماء نشروا نتائج الرصد الأول للإنحناء القصي الكوني، ثم بدأت النتائج بفرض القيود على المعاملات الكونية (خاصة كثافة المادة المظلمة {\displaystyle \Omega _{m}}، وتكبير طيف القدرة {\displaystyle \sigma _{8}}) بشكل واضح خاصة عند إستخدامها مع المجسات الكونية الأخرى.
لعمليات المسح الحالية والمستقبلية، يوجد هدف وحيد لإستخدام الإنزياح الأحمر في المجرات الخلفية وهو تقسيم المسح إلى عدة أقسام، الأجزاء ذات الإنزياح الأحمر القليل ستتأثر فقط بالعدسات التي تكونها التراكيب القريبة جداً منا، بينما الأجزاء ذات الإنزياح الأحمر الكبير ستتأثر بالعدسات التي تولدها التراكيب الأبعد ذات المدى الكبير من الإنزياح الأحمر. هذه التقنية التي يطلق عليها «التصوير المقطعي الكوني؛cosmic tomography»، تجعل من الممكن تحديد توزيع الكتلة بشكل ثلاثي الأبعاد، ولأن البعد الثالث لن يكون فقط مسافة إنما زمن كوني التصوير المقطعي لعدسات الجاذبية الضعيفة حساس جداً لطيف قدرة المادة الحالي ولكنه حساس أيضاً لتطورها عبر تاريخ الكون وتوسع الكون خلال ذلك الوقت.
هذا سيجعلها مجس ذو قيمة كبيرة لعلم الكونيات، ركزت العديد من التجارب على قياس خصائص الطاقة المظلمة والمادة المظلمة على عدسات الجاذبية الضعيفة، مثلا مسح الطاقة المظلمة، بان-ستارس، وتلسكوب المسح الشامل الكبير.
العدسات الضعيفة تملك تأثير مهم على إشعاع الخلفية الميكروية وإشعاع خط الهيدروجين 21سم. على الرغم من عدم وجود مصادر خلفية محددة إلا التأثيرات على السطح الأصلي يتم رصدها بشكل مشابه لتأثيرات عدسات الجاذبية المجرية الضعيفة، مما يؤدي إلى تغييرات في طيف القدرة وإحصاءات الإشارات المرصودة، ولأن سطح الخلفية الميكروية والإنزياح الأحمر العالي للخط الهيدروجيني 21سم يملكان أعلى معدل من الإنزياح الأحمر، فإن تأثير العدسات يمتد خلال الكون عند إنزياحات حمراء أعلى من تأثيراته المجرية.

### تأثير عدسة جاذبية ضعيف سالب
الإقتران البسيط الذي يحصل بين النسبية العامة والحقول العددية يسمح بوجود حلول مثل الثقوب الدودية التي يمكن العبور خلالها والتي تحافظ عليها شكل شاذ من المادة ذو كثافة طاقة سالبة. علاوةً على ذلك، ديناميكا نيوتن المعدلة وكذلك بعض نظريات الجاذبية ثنائية المترية تقترح أن الكتلة السالبة غير المرئية يمكن أن تكون تفسيراً للمادة المظلمة، والتي تمتلك كتلة موجبة كلاسيكية.
ونظراً لأن المادة الشاذة ستحني الفضاء والضوء بشكل مختلف عن الكتلة الموجبة إقترح فريق ياباني من جامعة هيروساكي استخدام تأثير عدسة الجاذبية الضعيف «السالب» المرتبط بهذه الكتلة السالبة، بدلاً من إجراء تحليل إحصائي للتشوه في أشكال المجرات على إفتراض وجود عدسة جذبية ضعيفة موجبة تحدد الكتلة الموجية للعناقيد المظلمة، بمعنى تفسير تشوه المجرات على أنه حاصل بفعل تأثير عدسة سالبة (مفرقة) تنتج تشويهات قطرية (بشكل مشابه للعدسات المقعرة بدلاً عن التشوهات الرأسية الكلاسيكية التي تنتجها العدسات المحدبة كما في تأثير عين السمكة)، ستوضع كتل سالبة في مواضع أخرى مختلفة عن المجاميع المظلمة المرصودة، حيث ستكون بجانب مركز الفراغات الكونية بين الخيوط المجرية ضمن الشبكة الكونية العملاقة، سيساعد هذا الاختبار المبني على تأثير الجاذبية الضعيف السالب على دحض النماذج الكونية التي تفترض وجود مادة شاذة من الكتل السالبة تلعب دور المادة المظلمة.